# Mapleton (Kansas)
Mapleton – miasto położone w hrabstwie Bourbon.